# 胎花鱂
胎花鱂（學名：Poecilia vivipara）為輻鰭魚綱鯉齒目鯉齒亞目花鳉科的其中一種，分布於南美洲委內瑞拉至阿根廷拉普拉塔河淡水、半鹹水流域，並引入波多黎各、馬提尼克島，體長可達4公分，棲息在溝渠、沼澤、水塘，屬雜食性，生活習性不明。

## 擴展閱讀
維基物種上的相關：胎花鱂